# Свинов, Илья Евгеньевич
Илья́ Евге́ньевич Свино́в (род. 25 сентября 2000, Тольятти, Самарская область) — российский футболист, вратарь клуба «Родина».

## Клубная карьера

### Ранние годы
Воспитанник тольяттинского футбола. Профессиональную карьеру начал в «Ладе-Тольятти», за которую дебютировал в 18 лет. В феврале 2019 года перешёл в новотроицкую «Носту», клуб того же уровня — ПФЛ. Во время зимнего перерыва в первенстве 2020/21 мог быть отдан в аренду в клуб ФНЛ «Велес», но этого не произошло из-за исчерпания лимита по арендованным игрокам московским клубом. В сезоне 2020/21 ПФЛ сыграл за «Носту» в 25 матчах и пропустил 31 гол.

### «Факел»
В июне 2021 года перешёл в клуб ФНЛ «Факел» (Воронеж). Дебютировал за «Факел» 10 июля 2021 года в домашней игре против «Балтики» (3:3). В летне-осенней части первенства отыграл 24 матча, в которых пропустил 22 мяча. 11 игр сыграл «на ноль» — на тот момент рекорд сезона в лиге, но другие показатели были далеки от лидерства (по общему индексу InStat среди вратарей занимал 13-е место).

### «Спартак» Москва
4 декабря 2021 года было объявлено о переходе Свинова в московский «Спартак» и подписании им вступающего в силу с 1 января 2022 года контракта с московским клубом до 31 мая 2025 года с возможностью продления клубом ещё на один год. Во второй части сезона не сыграл за «Спартак» ни одного матча. Провёл 3 матча за «Спартак-2» в ФНЛ, пропустив в них 6 мячей, 30 апреля в домашнем матче с «Нефтехимиком» (0:4) в первом тайме допустил две результативные ошибки и в перерыве был заменён.

#### Аренда в «Факел»
В июне 2022 года вернулся в оформивший выход в премьер-лигу «Факел» на правах аренды сроком на один год с опцией досрочного возвращения в московский клуб в январе 2023 года. Дебютировал в премьер-лиге 6 августа 2022 года в гостевом матче 4-го тура чемпионата против ЦСКА (4:1), пропустив 4 мяча. Был основным вратарем «Факела» в сезоне 2022/23, проведя 27 матчей во всех турнирах, пропустил 36 мячей и 9 раз оставлял ворота в неприкосновенности. В июне 2023 года помог клубу сохранить прописку в высшей лиге, отыграв 2 матча «на ноль», в переходных матчах против красноярского «Енисея».

#### Возвращение в «Спартак»
В июне 2023 года вернулся в расположение «Спартака». Дебютировал за клуб 8 августа 2023 года в матче 2-го тура группового этапа пути РПЛ Кубка России против «Пари НН» (5:4). В чемпионате России за «Спартак» впервые сыграл 11 августа 2023 года в матче 4-го тура чемпионата России против «Урала» (2:3). Впоследствии сыграл ещё один матч матч за красно-белых против «Зенита» (1:3) и больше не играл за клуб.

### «Балтика»
8 июля 2024 года перешёл в «Балтику». 16 августа 2024 года в матче Первой лиги против «Ротора» (2:0) он дебютировал за калининградскую команду. 25 августа в матче против «КАМАЗа» (1:0) Свинов провёл свой первый «сухой» матч за «Балтику».

#### Аренда в «Уфу»
27 января 2025 года Свинов на правах арендного соглашения перешёл в «Уфу» до конца сезона 2024/25.

## Личная жизнь
Брат Артём (род. 1990) — также футболист, завершил карьеру из-за травмы.